# Giancarlo Binelli
Giancarlo Binelli (Alessandria, 14 febbraio 1941) è un politico italiano.

## Biografia
Funzionario del Partito Comunista Italiano. Viene candidato alla Camera dei deputati nelle file del PCI nel 1979 venendo eletto. È poi confermato a Montecitorio anche dopo elezioni politiche del 1983 e quelle del 1987. Dopo la svolta della Bolognina aderisce al Partito Democratico della Sinistra. Conclude il mandato parlamentare nel 1992.